# قريس
قريس هي قرية في مقاطعة خوي، إيران. يقدر عدد سكانها بـ 605 نسمة بحسب إحصاء 2016.